# فورستبرگ، داکوتای جنوبی
فورستبرگ (به انگلیسی: Forestburg) یک منطقهٔ مسکونی در ایالات متحده آمریکا است که در شهرستان سنبورن، داکوتای جنوبی واقع شده‌است. فورستبرگ ۱٫۶۱ کیلومتر مربع مساحت و ۷۳ نفر جمعیت دارد و ۳۹۷ متر بالاتر از سطح دریا واقع شده‌است.